# Bulbul de Masuku
Arizelocichla masukuensis
Espèce
Statut de conservation UICN

 LC  : Préoccupation mineure
Synonymes
- Andropadus masukuensis

Le Bulbul de Masuku (Arizelocichla masukuensis) est une espèce de passereaux de la famille des Pycnonotidae.

## Répartition
Cet oiseau est endémique de l'afromonane orientale.

## Habitat
Son habitat naturel est les forêts subtropicales ou tropicales sèches en plaine et humides en montagne.

## Sous-espèces
D'après Alan P. Peterson, il existe les deux sous-espèces suivantes :
- Arizelocichla masukuensis masukuensis Shelley 1897
- Arizelocichla masukuensis roehli Reichenow 1905

Les deux sos-espèces A. m. kakamegae et A. m. kungwensis constituent dorénavant une espèce à part : Arizelocichla kakamegae, le Bulbul de Kakamega.